# Distretto di Si Sawat
Il distretto di Si Sawat (in thailandese: ศรีสวัสดิ์) è un distretto (amphoe) della Thailandia, situato nella provincia di Kanchanaburi.